# Brian Slagel
Brian Slagel (* 1961) ist ein US-amerikanischer Musikmanager, Gründer und Chef des Plattenlabels Metal Blade Records. Slagel wurde unter anderem dadurch bekannt, dass er Metallica 1982 zum Durchbruch verhalf, indem er Hit the Lights auf dem Sampler Metal Massacre veröffentlichte. Metal Blade zählt bis heute zu den führenden Metal-Labels, das Bands wie Slayer, Mercyful Fate, Fates Warning oder Cannibal Corpse entdeckte und herausbrachte.

## Werdegang
Slagel wuchs in Woodland Hills in Kalifornien auf, interessierte sich für den Heavy Metal und arbeitete alsbald in einem Plattenladen. Slagel widmete sich dem Tapetrading und importierte die Musik der New Wave of British Heavy Metal, die damals in den USA noch weitgehend unbekannt war. Zudem gab er eines der ersten Metal-Fanzines, The New Heavy Metal Revue, heraus. Später arbeitete Slagel auch als Kolumnist für den Kerrang! das Sounds Magazine und andere Publikationen.
1982 gab Slagel die erste Folge des Samplers Metal Massacre mit Bands aus dem Raum Los Angeles heraus, der schnell weitere folgten. Bereits 1983 folgte ein Distributionsvertrag mit Enigma Records. Auch Slayers Debüt Show No Mercy verkaufte sich gut. Slagel hatte Slayer auf der dritten Folge von Metal Massacre mit Aggressive Perfector bekanntgemacht. Metal Blade expandierte und Slagel, der bis 1988 allein arbeitete, konnte Bands wie Trouble, Flotsam and Jetsam, GWAR, Sacred Reich und Corrosion of Conformity unter Vertrag nehmen. Slagel ging Ende der 1980er-Jahre eine Kooperation mit Warner Bros. Records ein. Aufgrund künstlerischer Beschränkungen im Zuge der Integration in die WEA trennten sich die Wege jedoch 1992 wieder. Slagel unterzeichnete stattdessen einen Distributionsvertrag mit RED Distribution.
Nach dem Tod von Cliff Burton war es Slagel, der Metallica den damaligen Bassisten von Flotsam and Jetsam, Jason Newsted, vorschlug, der dann Burtons Nachfolger wurde.
2012 gehört Metal Blade zu den führenden Metal-Independent-Labels der USA. Slagel gilt als Szenekenner, der auch im Dokumentarfilm Metal – A Headbanger’s Journey interviewt wird.